# DTAC
DTAC (Total Access Communication Public Company Limited) — телекоммуникационная компания Таиланда, входящая в тройку крупнейших мобильных операторов в стране вместе с компаниями Advanced Info Service и TrueMove H. Прямым владельцем компании является Telenor Group, которая имеет идентичный с DTAC логотип. По состоянию на 31 декабря 2011 года DTAC обладал абонентской базой в 23,2 миллиона человек. В 2019 году у компании было 20,6 миллионов активных абонентов и 3904 сотрудника. Компания торгуется на Сингапурской бирже и Фондовой бирже Таиланда. DTAC — трехкратный обладатель звания «Лучший мобильный оператор Таиланда» в течение трех лет подряд (в 2005-2007 гг.) по версии журнала Asian Mobilenews.

## История
Компания была создана 31 августа 1989 года.
11 апреля 2012 года родительской компаний DTAC стал BCTN Holding.
В 2013 году компания предлагала предоплатные и постоплатные сотовые тарифы в рамках бренда «Dtac Happy». На тот момент неограниченный доступ в сеть интернет стоил 999 батов в месяц или 49 батов в день (также предлагаются более дешевые почасовые пакеты, в 2010 году также были введены пакеты с определенным количеством трафика, из-за увеличения доли клиентов, пользующихся смартфонами). 
В 2014 году DTAC запустила собственную сеть 4G LTE. Поначалу сеть работа на частоте 2100 МГц, а затем на частоте 1800 МГц (с октября 2015 года в Бангкоке). К марту 2016 года сеть 4G охватила основные районы страны, а к концу 2016 года, согласно утверждению DTAC, покрытие достигло 99% территории. Впоследствии компания объявила о значительном увеличении скорости работы сети LTE.
В феврале 2020 года DTAC объявила о планах развернуть первый в стране домашнюю ультраскоростную широкополосную связь на уровне 26 гигагерц к июню 2020 года. Соответствующие положения были закреплены в аукционе во время получения лицензии для развертывания сети по технологии 5G.
Компания DTAC заключила международные соглашения о роуминге с 147 странами.

## Показатели деятельности
В 2015 году DTAC отчиталась об общих активах в размере 110 965 млн. батов, доходе в размере 87 753 млн. батов и чистой прибыли в 5 893 млн. батов.
По данным DTAC компания обладает вторым по масштабам покрытием в Таиланде (после компании AIS), с более чем 13 000 базовых станций, работающих на частотах 850 МГц, 1800 МГц и 2100 МГц.

## Дочерние компании
В составе DTAC имеются следующие дочерние компании:
- DTAC TriNet, работающая на частоте 2100 МГц.
- DTAC Phone.
- DTAC Accelerate (прекратила существование)[7].